# アナザー・ライフ〜天国からの3日間〜
『アナザー・ライフ〜天国からの3日間〜』（Twice in a Lifetime）は、1999年8月25日から2001年5月30日にかけて放送されたカナダのミステリドラマシリーズ。スティーヴ・ソーマーが企画し、本国ではCTVテレビジョンネットワーク、アメリカ合衆国ではPAXで放送された。日本では2003年5月15日から同年10月16日にかけて日本テレビの「うしみつショー」枠でシーズン1のみ放送された。

## 概要
シリーズのコンセプトとして各エピソードの毎回異なるゲストスターを主役にして、レギュラーの俳優は脇役を演じていることがあげられる。エピソードは人生を終えた個人に焦点を向け、事情がある場合は彼らの守護者と判事によって3日間だけ過去や自分が若かった時代の世界に戻ることが許され、その人物が人生の重要な地点で違った選択をし異なる結果を導いたりする。
シーズン1ではゴーディ・ブラウン演じるMr.ジョーンズ、シーズン2ではポール・ポポウィッチ演じるMr.スミスが登場する。アル・ワックスマンはオテニエル判事を演じていたが、ワックスマンはシリーズの終了直前に死去した。

## 製作スタッフ
「君さえいれば」（ゲストスター：ジェレ・バーンズ、ブレント・カーヴァー）、「It's a Hard Knock Life」（マッキー・ポスト）、「Moonshine Over Harlem」（アール・ハイマン）を含む10エピソードではSFのベテランであるデヴィッド・ウィニングが監督し、ベテランTVプロデューサーのバーニー・ローゼンツワイグはシーズン1の製作総指揮を担当した。

## レギュラーキャスト
- オテニエル判事 - アル・ワックスマン（英語版）（日本語吹替：富田耕生）
- Mr.ジョーンズ（シーズン1） - ゴーディ・ブラウン（日本語吹替：畠中洋）
- Mr.スミス（シーズン2） - ポール・ポポウィッチ

## スタッフ
- 撮影監督：マリス・H・ジャンソンズ、マンフレッド・ガス、ハラルド・オーテンバーガー
- プロダクションデザイナー：デヴィッド・M・デイヴィス、ロルフ・ハーヴェイ
- 編集：ジーン・コロンビー、エリック・ゴッダード、ブレット・サリヴァン、ロブ・マッキノン
- 衣裳デザイン：リン・マッケイ

### 日本語版スタッフ
- 翻訳：西優子、田尾友子
- 演出：木村絵理子
- 調整：吉田佳代子
- プロデューサー：藤本鈴子

## エピソード

### シーズン1
|     | 邦題 原題                                       | ゲストスター |
| --- | ----------------------------------------------- | --- |
| 01. | 「16本のキャンドル」 Sixteen Candles            | グウィニス・ウォルシュ（日本語吹替：宮寺智子） |
| 02. | 「死と税と」 Death and Taxes                    | コービン・バーンセン（日本語吹替：池田勝） |
| 03. | 「癒しの手」 Healing Touch                      | ジョエル・アレン（英語版）（日本語吹替：土井美加） モーリス・ディーン・ウィント（英語版）（日本語吹替：楠大典）                                          |
| 04. | 「灰は灰に」 Ashes to Ashes                     | ステファニー・ジンバリスト（日本語吹替：弥永和子） |
| 05. | 「失われた夢」 Double Exposure                  | ケイト・ジャクソン（日本語吹替：藤生聖子） リチャード・エデン（英語版） ダイアン・キャロル（英語版）（日本語吹替：火野カチコ）                           |
| 06. | 「抱擁」 The Blame Game                         | ロン・グラス（英語版）（日本語吹替：青森伸） ポリー・バーゲン マイケル・セラ                                                                             |
| 07. | 「兄・弟」 Blood Brothers                       | ジョー・ペニー（英語版）（日本語吹替：内田直哉） ポリー・バーゲン                                                                                        |
| 08. | 「人生という授業」 School's Out                 | ロバータ・マクスウェル（英語版）（日本語吹替：北條文栄） セドリック・スミス                                                                              |
| 09. | 「運命の選択」 O'er the Ramparts We Watched     | マリエット・ハートレイ（日本語吹替：一城みゆ希） ダイアン・キャロル（日本語吹替：火野カチコ）                                                            |
| 10. | 「メイド・イン・ヘブン」 A Match Made in Heaven | パトリック・ダフィ（日本語吹替：佐々木勝彦） |
| 11. | 「赦免」 The Quality of Mercy                   | ジョアンナ・キャシディ（日本語吹替：唐沢潤） |
| 12. | 「幻の栄光」 What She Did for Love              | ドナ・ミルズ（英語版）（日本語吹替：高島雅羅） |
| 13. | 「心の扉」 Second Service                       | スーザン・ブレイクリー（日本語吹替：富本牧子） |
| 14. | 「神の贈り物」 The Gift of Life                 | ミシェル・グリーン（英語版）（日本語吹替：勝生真沙子）                                                                                                   |
| 15. | 「楽園の鳥」 Birds of Paradise                  | スティーヴ・ランズバーグ（英語版）（日本語吹替：石田圭祐）                                                                                               |
| 16. | 「テイク2」 Take Two                            | ダニエル・ヒュー・ケリー（日本語吹替：金尾哲夫） ウィリアム・ハット（英語版）（日本語吹替：稲垣隆史）                                                    |
| 17. | 「偽りの友情」 For Love and Money               | ジュリア・ダフィ（英語版）（日本語吹替：島本須美） |
| 18. | 「クロス・オーバー」 Old Flames                 | ミシェル・フィリップス（日本語吹替：増子倭文江） エイミー・プライス・フランシス（日本語吹替：弓場沙織） ジェイソン・ナイト（日本語吹替：森田順平）       |
| 19. | 「虚栄の産物」 Pride and Prejudice              | ランス・キンジー（日本語吹替：牛山茂） トレイシー・クック（日本語吹替：相沢恵子） リサ・ヤマナカ（英語版）                                               |
| 20. | 「真実の鏡」 Party Girls                        | トレイシー・ゴールド（日本語吹替：冬馬由美） |
| 21. | 「君さえいれば」 The Trouble with Harry         | ジェレ・バーンズ（英語版）（日本語吹替：江原正士） ブレント・カーヴァー（英語版）（日本語吹替：石川禅） ジェニファー・フィップス（日本語吹替：沢田敏子） |
| 22. | 「父の罪業」 Sins of Our Father                 | トーマス・イアン・ニコラス（日本語吹替：松野太紀） エイダン・ディヴァイン（英語版）（日本語吹替：井上和彦）                                              |

### シーズン2
|     | 原題                       | ゲストスター                                                  |
| --- | -------------------------- | ------------------------------------------------------------- |
| 23. | Fallen Angel               | ブルース・ボックスライトナー                                  |
| 24. | It's a Hard Knock Life     | マッキー・ポスト（英語版）                                    |
| 25. | Matchmaker, Matchmaker     | レスリー・アン・ウォーレン                                    |
| 26. | Curveball                  | ミコ・ヒューズ エド・マリナロ                                 |
| 27. | My Blue Heaven             | ラルフ・マッチオ                                              |
| 28. | War of the Poseys          | マーティン・マル                                              |
| 29. | The Escape Artist          | C・トーマス・ハウエル                                         |
| 30. | Expose                     | マリア・コンチータ・アロンゾ                                  |
| 31. | Some Like It ... Not       | パトリック・キャシディ（英語版）                              |
| 32. | Whistle Blower             | レジナルド・ヴェルジョンソン                                  |
| 33. | Used Hearts                | ジャッキー・ハリー（英語版）                                  |
| 34. | Grandma's Shoes            | クロリス・リーチマン                                          |
| 35. | The Night Before Christmas | ステファニー・クレイマー（英語版） ゴードン・カリー（英語版） |
| 36. | The Frat Pack              | デイル・ミッドキフ（英語版）                                  |
| 37. | Even Steven                | アイアン・ジーリング ディーン・マクダーモット                 |
| 38. | Moonshine Over Harlem      | アール・ハイマン（英語版） キャンディス・キャメロン・ブレ     |
| 39. | Daddy's Girl               | エリック・ルーツ（英語版）                                    |
| 40. | The Knockout               | リチャード・バージ                                            |
| 41. | Then Love Came Along       | ダニエル・ボールドウィン キム・シュレイナー（英語版）         |
| 42. | Mama Mia                   | ジョーン・ヴァン・アーク ヤニック・ビッソン（英語版）         |
| 43. | Final Flight               | ジョン・シュナイダー                                          |
| 44. | The Choice                 | ウィル・ウィトン                                              |